# St. Marien (Bad Laer)

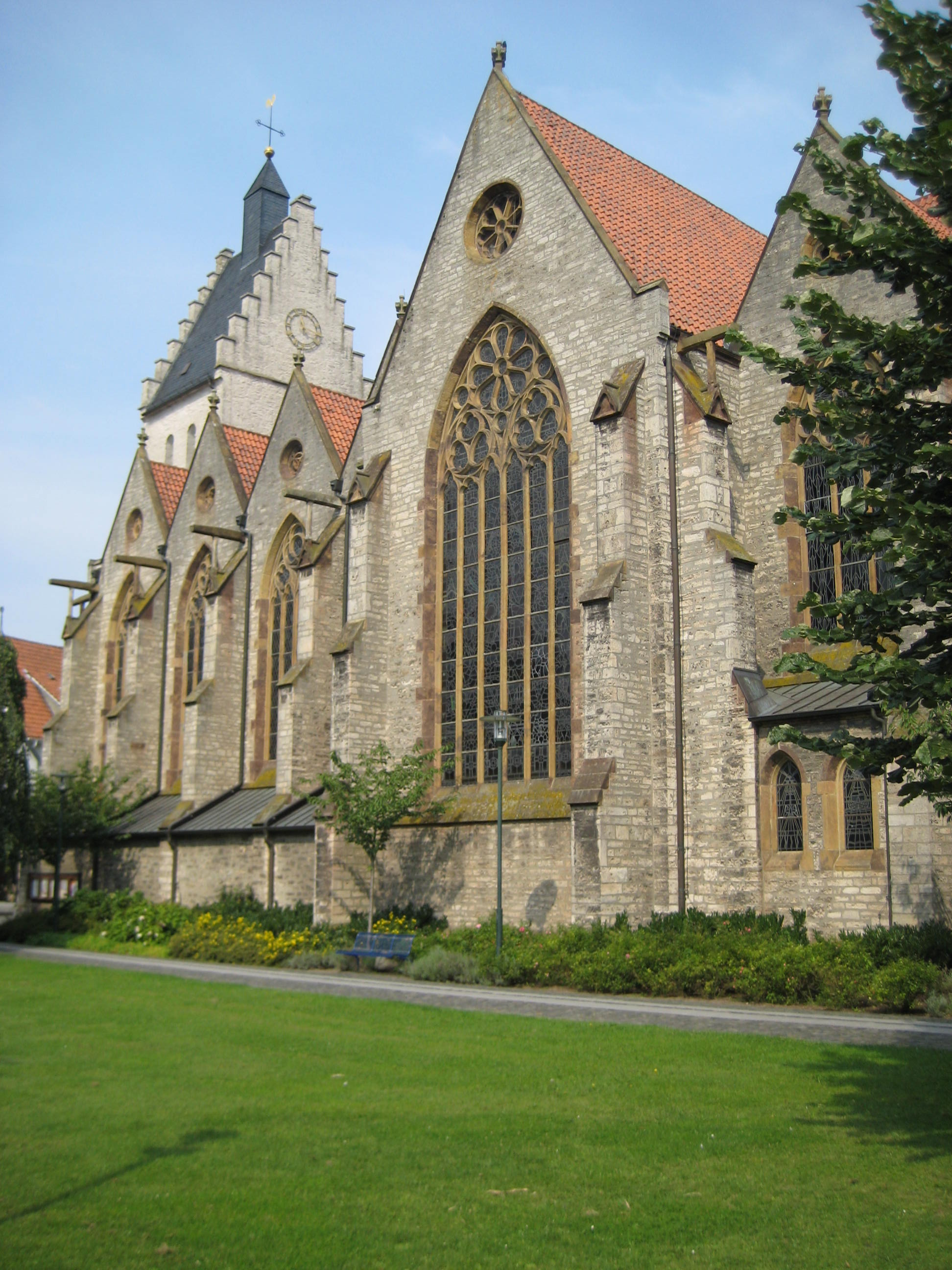
St. Marien mit ehemaligem Wehrturm

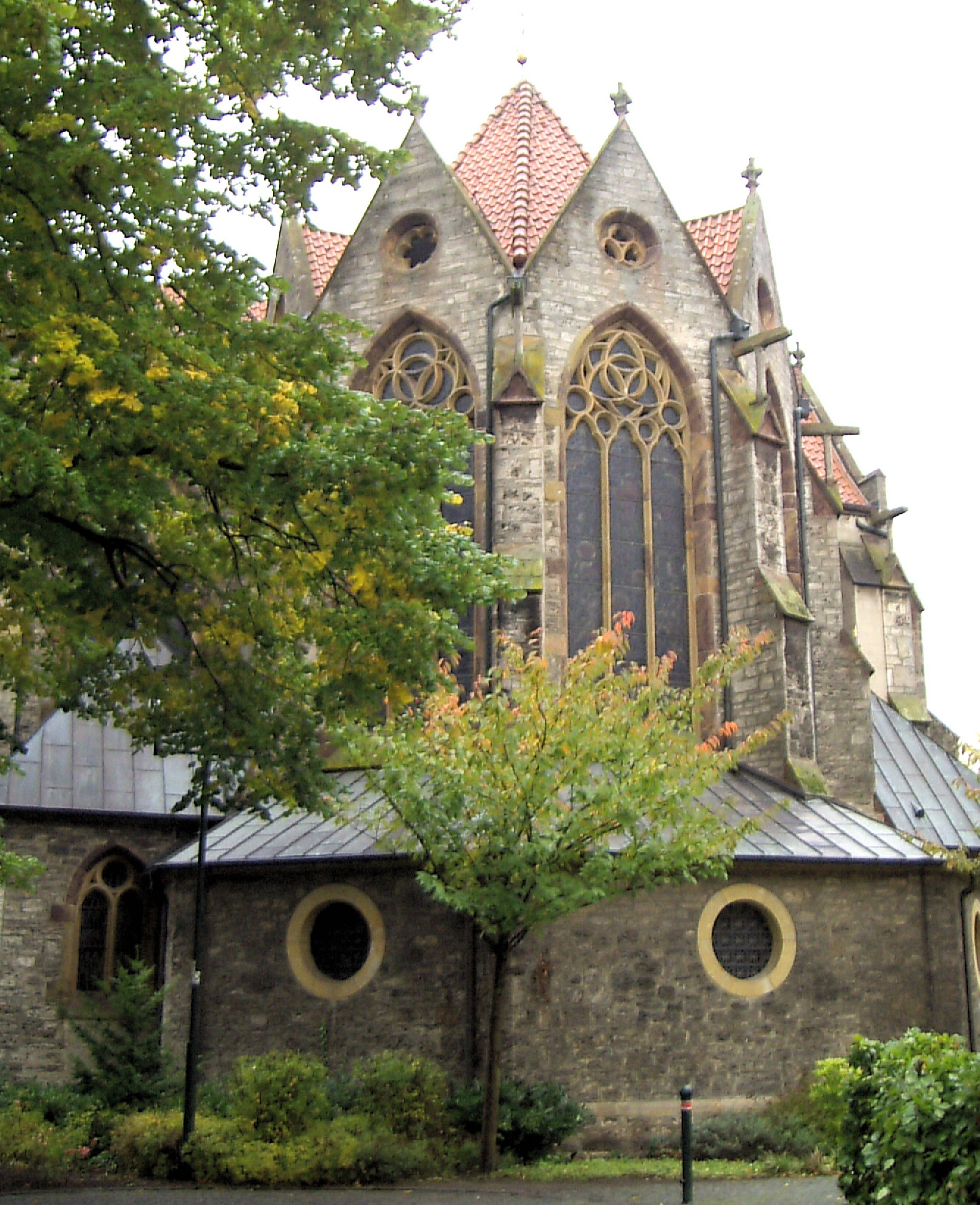
Ostseite

Treppengiebel des Turms im Wappen der Gemeinde Bad Laer

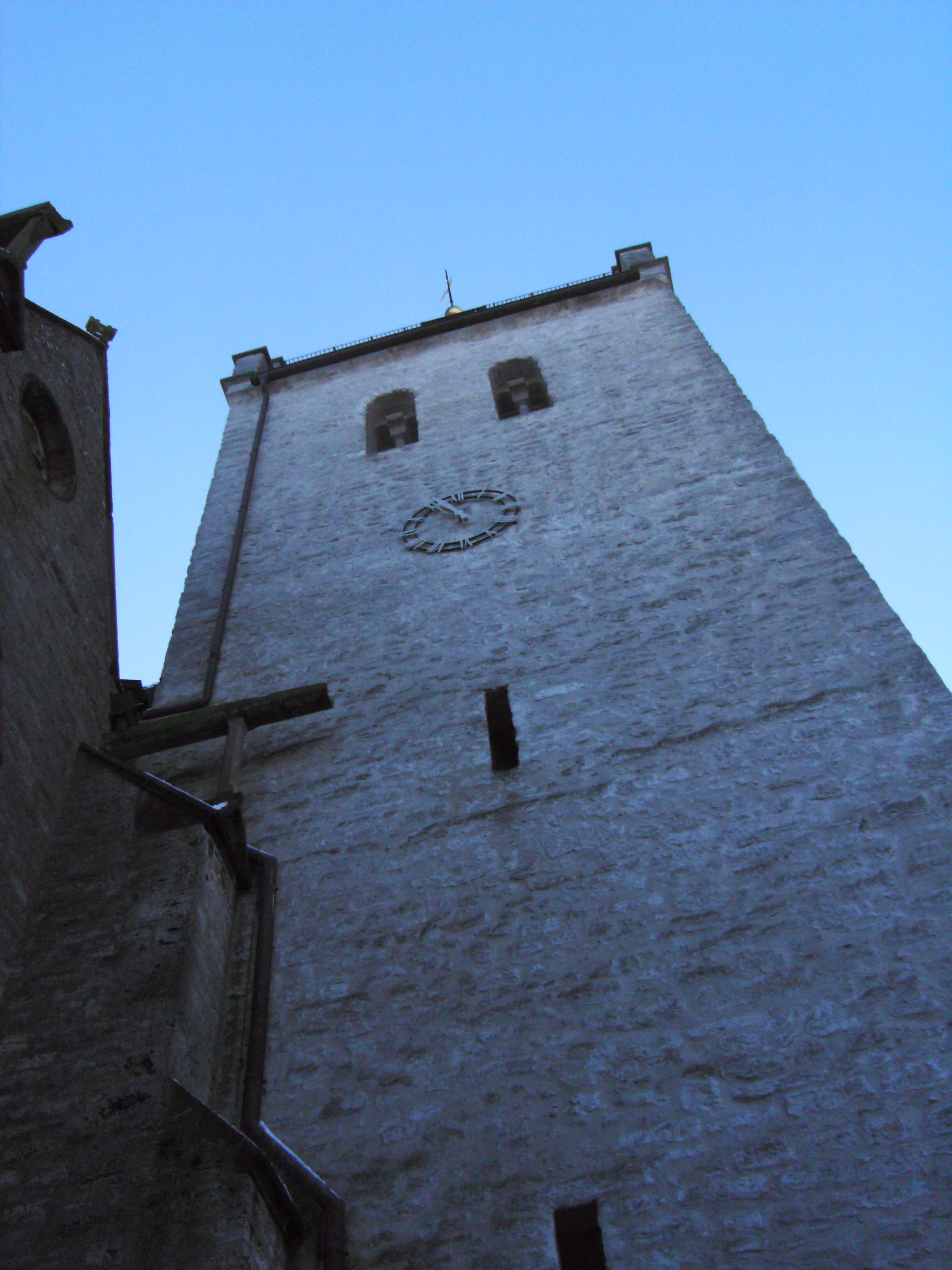

St. Marien ist eine römisch-katholische Kirche in Bad Laer (Niedersachsen).
Ältester Bauteil ist der als frühromanischer Wehrturm im 11. Jahrhundert errichtete Kirchturm.

## Geschichte
In Bad Laer, das als Doppelrundling in Form einer liegenden Acht auf einer Kalksinterplatte besiedelt wurde, liegt die Kirche St. Marien in einer heute noch an der Bebauung erkennbaren Kirchhofsburg. Dem Rundling der Kirchhofsburg schließt sich der zweite Rundling mit dem Thieplatz, dem Zentrum profaner Bebauung, an. Vermutlich hatte Bad Laer bereits um 800 eine erste Kirche aus Holz. 
In der Zeit des Osnabrücker Bischofs Benno II., der ab 1080 die Iburger Benediktinerabtei als Kloster und Bischofssitz baute, wurde wahrscheinlich auf seine Initiative als weiteres Mittel zur Befestigung seines Einflussgebiets der Wehrturm in Laer errichtet. Das Steinwerk wurde mit zwei Meter dicken Mauern auf einer Grundfläche von neun mal neun Metern gebaut und diente der Bevölkerung in Zeiten der Bedrängnis als Zufluchtsort.

### Romanische Saalkirche
Im 13. Jahrhundert wurde an den Turm eine romanische einschiffige Saalkirche aus Bruchsteinmauerwerk angebaut. In dieser Zeit erhielt der Wehrturm ein Satteldach mit Treppengiebel. Der Grise Torn oder Griese Toarn wurde zum Wahrzeichen der Gemeinde Bad Laer; ihr Wappen zeigt den Treppengiebel. 
Der Eingang zum Wehrturm lag nach dem Neubau in der Saalkirche, dessen Langhaus 26 Meter lang und zwölf Meter breit war. Später wurde ein viereckiger Chor angebaut, außerdem im Südosten die Sakristei. Die Kirche verfügte über zwei Seitenaltäre; der barocke Hochaltar kam 1707 aus dem Kloster Marienfeld in Harsewinkel nach Laer. Von ihm sind Teile in Springmeyers Kapelle und in der heutigen Kirche erhalten. In den 1860er Jahren erwies sich die Saalkirche zunehmend als baufällig; sie wurde geschlossen. Die Gemeinde wich in eine zwischen 1868 und 1874 errichtete Notkirche hinter der Legge aus, die der Osnabrücker Bischof Johannes Heinrich Beckmann am 20. November 1874 weihte.

### Neugotische Kirche
Die romanische Saalkirche am Wehrturm wurde abgerissen und durch einen größeren dreischiffigen Neubau in neugotischem Stil ersetzt. Der Entwurf stammte von dem Architekten Johann Bernhard Hensen, der vor Baubeginn starb. Der Grundstein wurde am 28. Mai 1872 gelegt; errichtet wurde der Neubau von einem Bauunternehmen aus Beckum. Als Baumaterial wurde der Laerer Sinterkalk benutzt. Die Laorske Steene wurden bis 1937 abgebaut. Die Fensterlaibungen sind aus Sandstein. Das Kirchenschiff ist mit 42 Meter Länge deutlich größer als der frühere Bau. Aus der romanischen Saalkirche wurden zwei Heiligenfiguren des barocken Hochaltars in die Kirche übernommen. Sie zeigen Maria und den Apostel Johannes.
Im Zweiten Weltkrieg wurden die Kirchenglocken einer Metallsammlung zugeführt. 1949 erhielt die Kirche vier neue Glocken aus Bronze.
Die Kirche wurde in den Jahren 1966 und 1985 renoviert. Bei der Renovierung 1985 wurde der Altarraum mit Altar, Ambo und Sakramentsstele neu gestaltet. 1991 wurde eine neue Orgel aufgestellt, die von der Orgelbauwerkstatt Seifert aus Kevelaer angefertigt worden war.

## Orgel

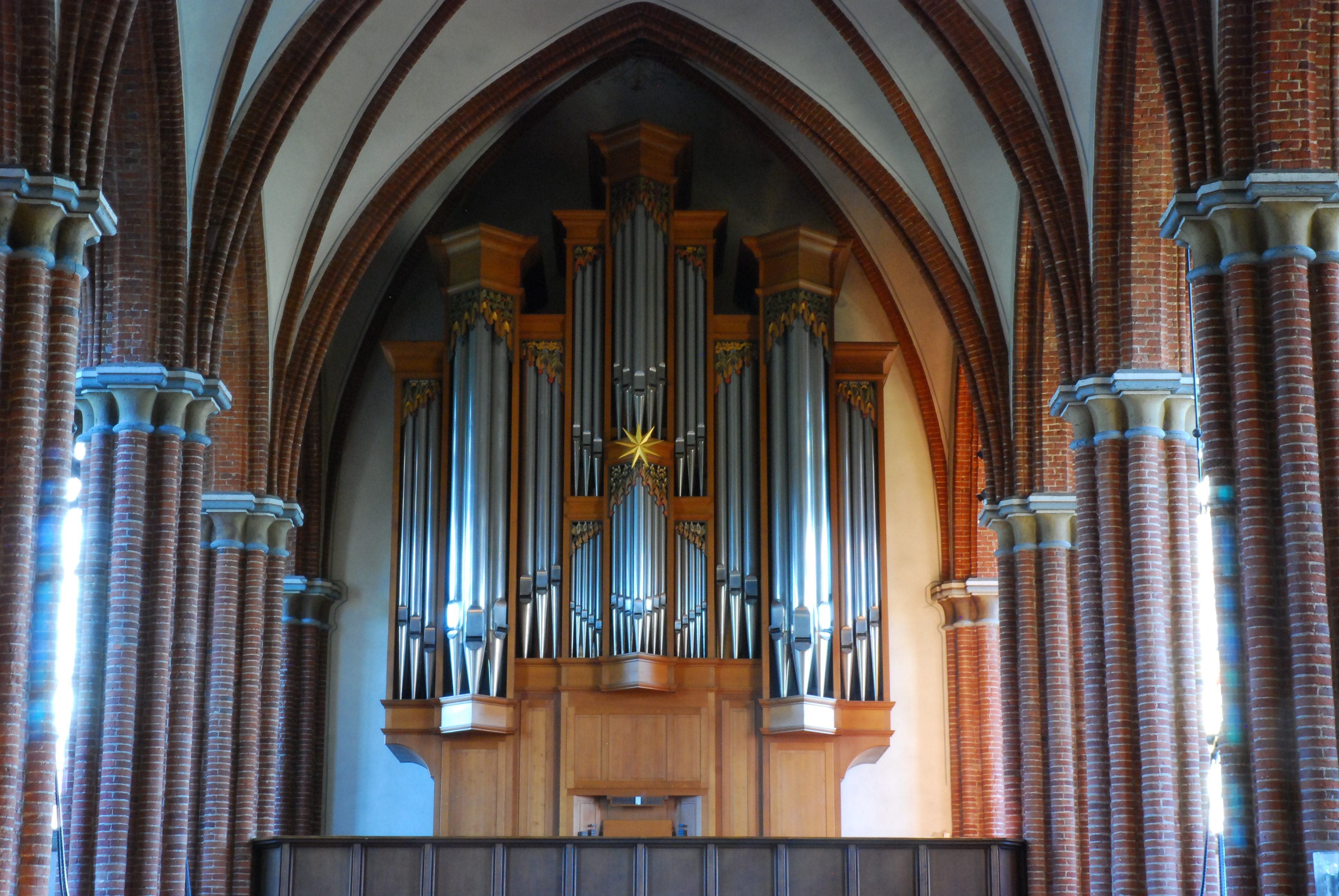
Orgel, Mariä Geburt, Bad Laer

Die Bad Laerer Pfarrkirche dürfte bereits im frühen 16. Jahrhundert über eine Orgel verfügt haben. Für die Mitte des 17. Jahrhunderts ist eine kleine Orgel mit neun Registern nachweisbar. Anfang des 19. Jahrhunderts wurde das Instrument durch ein Instrument aus der benachbarten Meller St.-Matthäus-Kirche ersetzt, welches durch den niederländischen Orgelbauer Heinrich Quellhorst aus Odenzaal transferiert und um ein zweites Manual erweitert wurde. Die Orgel verfügte am Ende über 19 Register auf 2 Manualen und Pedal. Nach dem Neubau der heutigen neugotischen Kirche wurde schnell die Anschaffung einer neuen Orgel beschlossen. Den Auftrag erhielt die Orgelbauwerkstatt Haupt aus Ostercappeln, die 1877 ein Instrument mit insgesamt 26 Registern – ganz im Stil der deutschen Romantik – in einem neugotischen Gehäuse erbaute. Im Ersten Weltkrieg büßte die Orgel die Prospektpfeifen ein, auch hatte die Gemeinde wenig Mittel, um das Instrument zu erhalten. Im Jahr 1939 wurde das Instrument durch einen Neubau ersetzt, wobei auch alte Pfeifenreihen aus den vorherigen Instrumenten verwendet wurden. Die Orgel aus der Werkstatt Franz Breil, Dorsten, verfügte über 30 Register verteilt auf Haupt-, Schwell- und Pedalwerk. Die Trakturen waren rein elektrisch angelegt. Entsprechend dem damaligen Zeitgeschmack bekam das Instrument einen Freipfeifenprospekt, lediglich das Schwellwerk (im Turmraum hinter dem Hauptwerk) verfügte über ein Gehäuse. Bereits beim Bau der Orgel (Beginn des Zweiten Weltkriegs) durfte kein hochwertiges Material mehr verbaut werden. Nach dem Krieg fehlten der Gemeinde die notwendigen Mittel für den Erhalt der Orgel bzw. andere Projekte mussten vorrangig finanziert werden. Renovierungsmaßnahmen an der Bausubstanz der Kirche setzten dem Instrument weiter zu, so dass sich eine Sanierung der Orgel als unwirtschaftlich herausstellte. Nach der aufwendigen Vollsanierung der Kirche konnte man Anfang Ende des 20. Jahrhunderts an die Neuplanung eines Instrumentes gehen. Den Zuschlag für den Bau erhielt die Werkstatt Seifert aus Kevelaer, die 1991 eine vollmechanische Schleifladenorgel mit 33 Registern auf zwei Manualen und Pedal erbaute. Dabei konnten auch historische Register aus den Vorgängerinstrumenten wiederverwendet werden. Die Disposition folgt keinem bestimmten Vorbild und ist so angelegt, das ein möglichst breites Repertoire darstellbar ist, wobei unverkennbar der Literatur der deutschen und französischen Romantik der Vorzug gegeben wurde. In den jährlich stattfindenden Sommerlichen Orgelkonzerten mit internationalen Gästen stellt das Instrument das gelungene Klangkonzept unter Beweis. Eine CD-Einspielung mit Domorganist Sebastian Freitag aus Dresden ist über die Pfarrgemeinde erhältlich.
| I Hauptwerk C–g3 |       |
| Principal        | 16′   |
| Octave           | 8′    |
| Spitzflöte       | 8′    |
| Octave           | 4′    |
| Rohrflöte        | 4′    |
| Quinte           | 2 ⁄3′ |
| Octave           | 2′    |
| Mixtur IV        | 1 ⁄3′ |
| Zimbel III       | 1⁄2′  |
| Fagott           | 16′   |
| Trompete         | 8′    |
| Tremulant        |       |

| II Schwellwerk C–g3 |        |
| Bordun              | 16′    |
| Principal           | 8′     |
| Gedackt             | 8′     |
| Salicional          | 8′     |
| Schwebung ab c      | 8′     |
| Octave              | 4′     |
| Querflöte           | 4′     |
| Nasat               | 2 ⁄3′  |
| Waldflöte           | 2′     |
| Terz                | 1 3⁄5′ |
| Quinte              | 1 ⁄3′  |
| Mixtur IV           | 2′     |
| Englisch Horn       | 8′     |
| Tremulant           |        |

| Pedal C–f1    |         |
| Principalbass | 16′     |
| Subbass       | 16′     |
| Quintbass     | 10 2⁄3′ |
| Octave        | 8′      |
| Gedacktbass   | 8′      |
| Octave        | 4′      |
| Hintersatz V  | 5 1⁄3′  |
| Posaune       | 16′     |
| Trompete      | 8′      |

- Koppeln: II/I, I/P, II/P
- Zimbelstern, Vogelstimme